# Rollstuhlbasketball-Bundesliga
Die Rollstuhlbasketball-Bundesliga (RBBL) ist die höchste Spielklasse (Liga) im deutschen Rollstuhlbasketball.

## Modus
Die Rollstuhlbasketball-Bundesliga spielt mit zehn Teams, die zunächst in einer Hauptrunde mit Hin- und Rückrunde gegeneinander antreten. Die Mannschaften der Hauptrunde auf den Plätzen 1–4 tragen in einer Play-off-Runde mit Halbfinale und Finale im Modus „Best of Three“ die Meisterschaft aus. Die beiden letztplatzierten Teams steigen in die entsprechende Gruppe der 2. Bundesliga ab. Dafür steigen die Erstplatzierten dieser beiden Gruppen in die Bundesliga auf.
Ausrichter ist der Deutsche Rollstuhl-Sportverband.

## Geschichte
| Saison    | Bundesliga-Meister      |
| --------- | ----------------------- |
| 1990/91   | BSG Duisburg            |
| 1991/92   | USC München             |
| 1992/93   | USC München             |
| 1993/94   | RSC Frankfurt           |
| 1994/95   | USC München             |
| 1995/96   | USC München             |
| 1996/97   | RSC Osnabrück           |
| 1997/98   | RSV Lahn-Dill           |
| 1998/99   | ASV Bonn                |
| 1999/2000 | ASV Bonn                |
| 2000/01   | ASV Bonn                |
| 2001/02   | RSC-Rollis Zwickau      |
| 2002/03   | SG Heidelberg-Kirchheim |
| 2003/04   | RSV Lahn-Dill           |
| 2004/05   | RSV Lahn-Dill           |
| 2005/06   | RSV Lahn-Dill           |
| 2006/07   | RSV Lahn-Dill           |
| 2007/08   | RSV Lahn-Dill           |
| 2008/09   | RSC-Rollis Zwickau      |
| 2009/10   | RSV Lahn-Dill           |
| 2010/11   | RSV Lahn-Dill           |
| 2011/12   | RSV Lahn-Dill           |
| 2012/13   | RSV Lahn-Dill           |
| 2013/14   | RSV Lahn-Dill           |
| 2014/15   | RSV Lahn-Dill           |
| 2015/16   | RSB Thuringia Bulls     |
| 2016/17   | RSV Lahn-Dill           |
| 2017/18   | RSB Thuringia Bulls     |
| 2018/19   | RSB Thuringia Bulls     |
| 2019/20   | RSB Thuringia Bulls     |
| 2020/21   | RSB Thuringia Bulls     |
| 2021/22   | RSV Lahn-Dill           |
| 2022/23   | RSB Thuringia Bulls     |

Seit der Saison 1990/91 existiert die 1. Bundesliga im Rollstuhlbasketball. Zunächst spielten acht Mannschaften in der Liga. Seit der Spielzeit 1995/96 wird der Meistertitel unter zehn Teams ausgespielt.

### Rekordmeister
Rekordmeister der Rollstuhlbasketball-Bundesliga ist der RSV Lahn-Dill aus der hessischen Stadt Wetzlar. Anzahl der Meisterschaften:
| Mannschaft              | Meistertitel |
| ----------------------- | ------------ |
| RSV Lahn-Dill           | 14           |
| RSB Thuringia Bulls     | 6            |
| USC München             | 4            |
| ASV Bonn                | 3            |
| RSC-Rollis Zwickau      | 2            |
| BSG Duisburg            | 1            |
| RSC Frankfurt           | 1            |
| RSC Osnabrück           | 1            |
| SG Heidelberg-Kirchheim | 1            |

## Schiedsrichter
Für die Rollstuhlbasketball-Bundesliga stehen 20 Schiedsrichter sowie vier Reserve-Schiedsrichter bereit.

## Vereine
In der Spielzeit 2022/23 wurde der Titel unter folgenden zehn Teams vergeben.
- BBC Münsterland Warendorf
- BG Baskets Hamburg
- Doneck Dolphins Trier
- Hannover United
- Hot Rolling Bears Essen (Aufsteiger)
- ING Skywheelers
- RBC Köln 99ers
- Rhine River Rhinos Wiesbaden
- RSB Thuringia Bulls Elxleben
- RSV Lahn-Dill Wetzlar (Meister)